# Robin Widdows
Robin Michael Widdows, né le 27 mai 1942  à Cowley, est un pilote automobile britannique. Il a couru en Formule 1, Formule 2, Formule 3 ainsi qu'aux 24 Heures du Mans entre 1965 et 1970.

## Biographie
Il commence sa carrière en 1965 en remportant la Classe C du championnat Autosport sur une MG Midget et une Lotus 23. Il passe en Formule 3 l'année suivante puis en Formule 2 en 1967, remportant notamment la course du Nürburgring sur Brabham BT23 (en). Il continue une saison de plus avec l'équipe The Checkered Flag en pilotant une McLaren M4A (en).
En 1968, il accepte la proposition de John Cooper pour piloter une T86B à moteur BRM au Grand Prix de Grande-Bretagne. Qualifié dix-huitième, il abandonne pendant la course à cause d'un problème d'allumage. Il était également inscrit pour le Grand Prix d'Italie mais, blessé, renonce à y participer.
Il retourne par la suite en Formule 2 et participe aux 24 Heures du Mans 1969 sur une Matra avec Nanni Galli et finit septième.
En 1970, il effectue une dernière saison en Formule 2 avant de prendre sa retraite.
Robin Widdows a également participe aux Jeux olympiques d'hiver en 1964 et 1968 dans l'équipe du Royaume-Uni de bobsleigh.

## Résultats en championnat du monde de Formule 1
| Saison | Écurie             | Châssis     | Moteur  | Pneus     | GP disputé      | Points inscrits | Classement         |
| ------ | ------------------ | ----------- | ------- | --------- | --------------- | --------------- | ------------------ |
| 1968   | Cooper Car Company | Cooper T86B | BRM V12 | Firestone | Grande-Bretagne | 0               | Abandon (allumage) |

## Résultats aux 24 heures du Mans
| Année | Équipe           | Voiture               | Équipiers   | Résultat |
| ----- | ---------------- | --------------------- | ----------- | -------- |
| 1969  | Écurie Matra Elf | Matra Simca MS630/650 | Nanni Galli | 7e       |